# 소니 DSLR-A350
소니 알파 DSLR-A350(Sony Alpha DSLR-A350)는 2008년 1월 30일에 발표된 소니의 디지털 SLR이다. 센서를 움직이는 형태의 손떨림 방지 기능을 가지고 있다. 펜타미러 틸트 매커니즘을 사용하여 라이브뷰 중에도 위상차 검출 자동 초점이 가능하다.
23.6 x 15.8 mm 크기에 1420만 유효 화소를 가지는 소니 CCD 센서를 가지고 있다.

## 사진

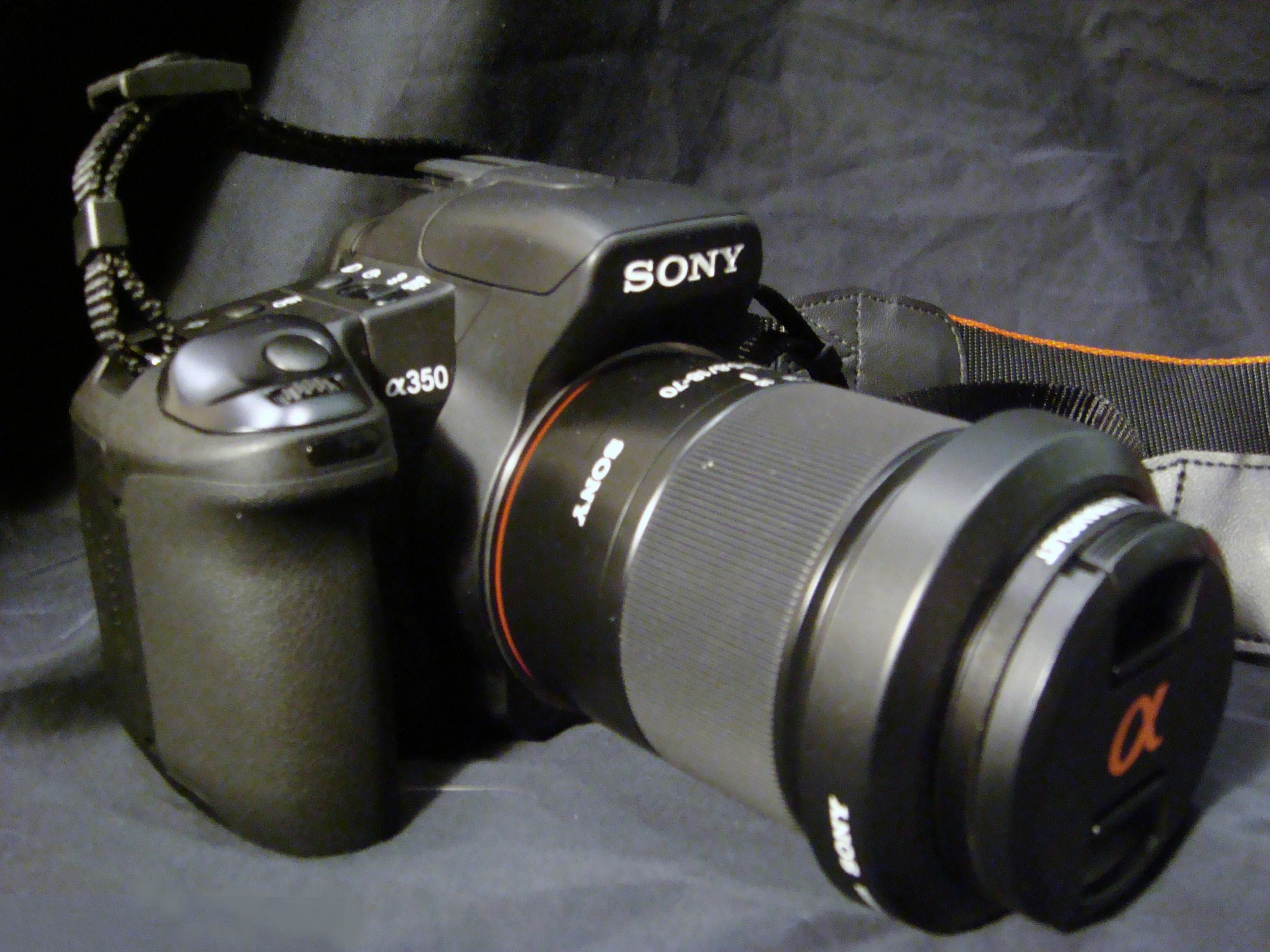
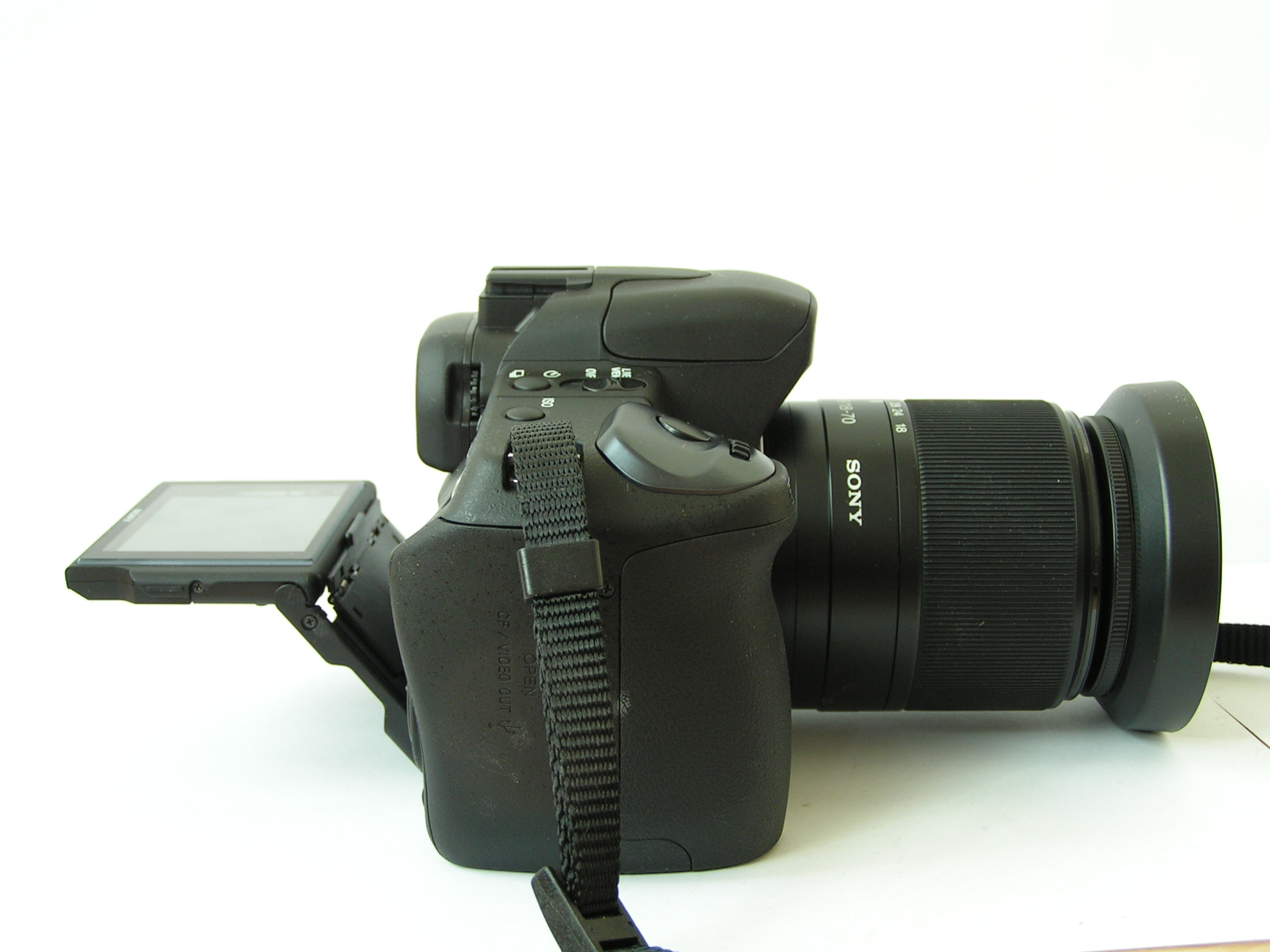

## 같이 보기
- 미놀타 AF 카메라 시스템